# Perinereis oliveirae
Perinereis oliveirae är en ringmaskart som först beskrevs av Horst 1889.  Perinereis oliveirae ingår i släktet Perinereis och familjen Nereididae. Arten har ej påträffats i Sverige. Inga underarter finns listade i Catalogue of Life.